# 2012년 투르 드 프랑스

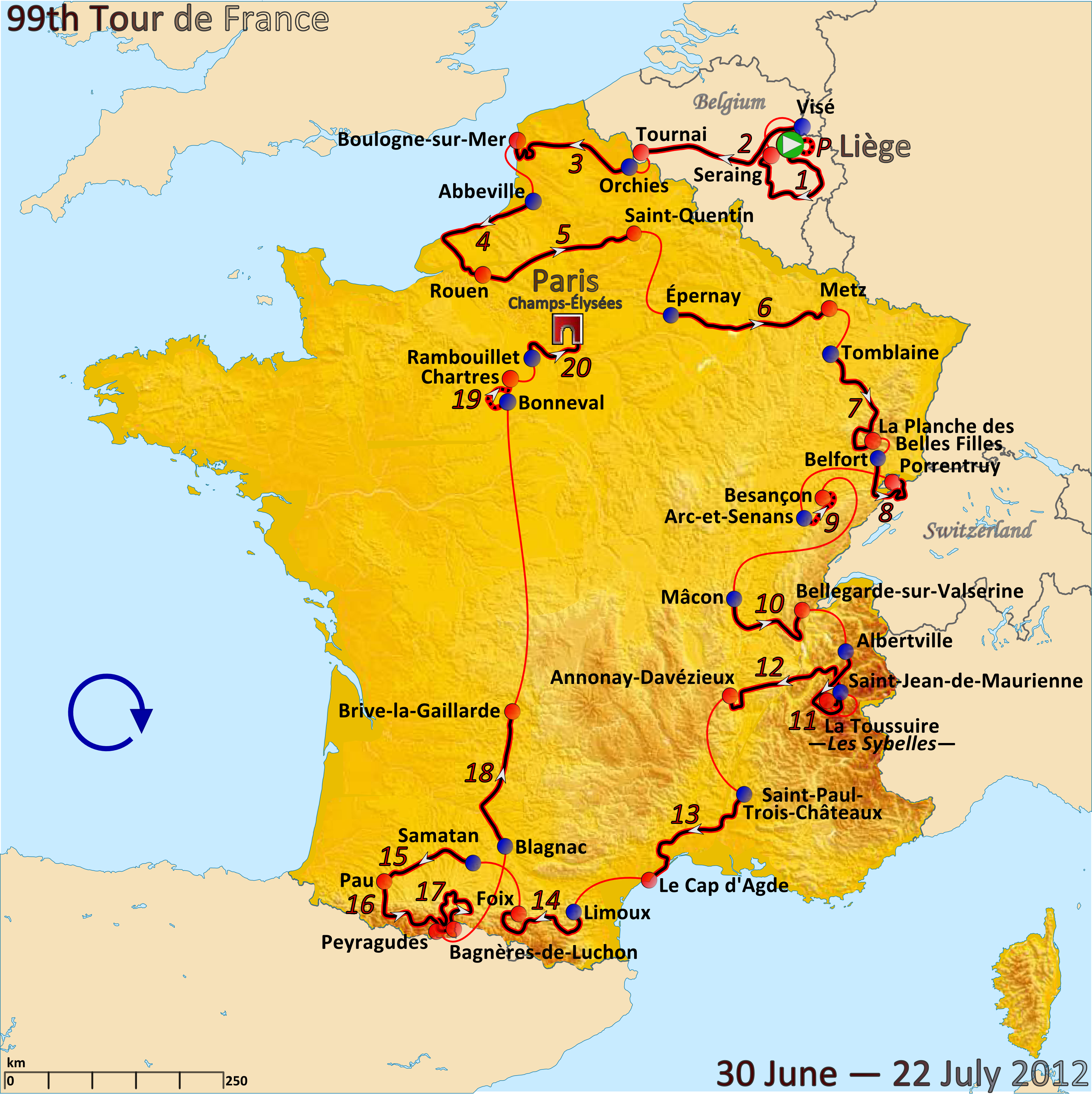
2012년 투르 드 프랑스의 루트

2012년 투르 드 프랑스(2012 Tour de France)는 사이클링 그랜드 투어 중 하나인 투르 드 프랑스의 99번째 대회였다. 6월 30일 벨기에 리에주에서 시작하여 7월 22일 파리 샹젤리제에서 끝났다. 이 투어는 오프닝 프롤로그를 포함해 21개 스테이지로 구성되었으며, 총 거리는 3,496.9km(2,173마일)에 달했다. 프롤로그와 마찬가지로 처음 두 단계는 벨기에에서 열렸으며 한 단계는 스위스에서 끝났다. 브래들리 위긴스(팀 스카이)는 종합 종합 등급을 획득하고 투어에서 우승한 최초의 영국 라이더가 되었다. 위긴스의 팀 동료 크리스 프룸이 2위, 빈첸초 니발리(리퀴가스-캐논데일/Liquigas–Cannondale)가 3위를 차지했다.